# Lynda Thalie
Lynda Thalie, née le 25 juin 1978 à Oran (Algérie), est une chanteuse et auteure-compositrice-interprète algéro-canadienne.

## Biographie
Lynda Thalie nait à Oran en Algérie la 25 juin 1978. Elle immigre au Canada à l'age de 16 ans[réf. nécessaire]
Elle raconte dans son livre autobiographique Survivre aux naufrages la résilience face aux douloureuses difficultés de la montée d’intégrisme, sa souffrance au départ de son père, son arrivée et intégration au Québec et son parcours qui l’aura menée à devenir une représentante de la diversité culturelle canadienne, saluée pour son apport à la scène musicale du pays.

## Carrière
- En 2000 : Lauréate de Ma première Place des Arts qui se tient à la Place des Arts de Montréal, événement musical destiné aux jeunes artistes du Québec[2].
- En 2002, elle chante aux FrancoFolies de Montréal[3].
- En Juillet 2009, elle participe au Festival international de jazz de Montréal.
- Radio-Canada et RDI la choisissent parmi 4 personnalités algéro-canadiennes pour leur série documentaire Mon Algérie et la vôtre. Elle visite à cette occasion son pays natal, l'Algérie, en racontant son expérience de retour au pays[2].
- En 2009 son single «Rallye Aïcha des Gazelles» est choisi comme thème musical pour le Rallye Aïcha des Gazelles du Maroc, un rallye uniquement réservé aux femmes.
- En 2010, elle prend part, en compagnie de plusieurs artistes canadiens au concert Ensemble pour Haïti, un téléthon franco-canadien qui se tient le 22 janvier de cette année-là en soutien aux victimes du séisme à Haïti.
- Elle interprète la partie vocale pour les bandes-son de Michel Cusson pour Cité-Amérique.
- En 2010, elle prend part également aux manifestations de la Francophonie aux Jeux olympiques d'hiver de 2010 à Vancouver.
- En 2012, elle participe et chante au Forum mondial de la langue française à Québec[4], ainsi qu'aux manifestations de la Francophonie aux Jeux olympiques d'été de 2012 de Londres[5]. Puis elle se rend en Grèce la même année[6].

## Discographie

### Albums
- 2002 : Sablier

1. Sablier (4:13)
2. L'âge nouveau (4:24)
3. Marsa (4:35)
4. Pour toi (3:49)
5. En équilibre (4:14)
6. Dis-moi, crie-moi (3:50)
7. Alger Alger (4:06)
8. Elle (4:38)
9. Comme un matin à Larabâa (6:13)
10. Marsa (remix) (6:49)

- 2005 : Lynda Thalie

1. En équilibre (4:26)
2. Djouhar (4:33)
3. Kfaya (4:05)
4. Nomade (5:08)
5. Adieu mon pays (4:17)
6. Comme des mortels (3:53)
7. De neige ou de sable (4:03)
8. Collier de jasmin (3:50)
9. Tout ce dont j'ai besoin (3:09)
10. Croire (4:40)
11. Galouli (3:06)
12. Vu du 6ième (4:33)

- 2008 : La rose des sables

1. Une femme amoureuse (3:34)
2. Le rallye des gazelles	(3:57)
3. Ana Akida (4:47)
4. Mon amie la rose (en duo avec Florence K.) (4:43)
5. La rose des sables (3:11)
6. À nous (4:05)
7. Si je pouvais (2:59)
8. Melilla (5:23)
9. Fais-moi croire (4:07)
10. Mer et monde (3:45)
11. Celle que moi je vois (5:34)

- 2013 : Nomadia

1. Nomadia	(2:52)
2. Dance Your Pain Away (La tête haute)	(3:25)
3. Je l'attends	(4:02)
4. Merci	(3:11)
5. 1001	(3:54)
6. Ne pleure pas	(5:28)
7. One Drop	(4:34)
8. Big Bang	(3:57)
9. Qui m'aime me suive	(2:50)
10. Mi casa	(3:22)

### Singles
- Rallye Aïcha des gazelles (2009)
- Dance your pain away (La tête haute) (2013)

## Doublage

### Cinéma
- Gal Gadot dans :
  - Batman vs Superman : L'Aube de la justice (2016) : Diana Prince / Wonder Woman
  - Wonder Woman (2017) : Diana Prince / Wonder Woman
  - La Ligue des Justiciers (2017) : Diana Prince / Wonder Woman
  - Wonder Woman 1984 (2020) : Diana Prince / Wonder Woman
  - Mort sur le Nil (2022) : Linnet Ridgeway

- 2018 : Carnage chez les Joyeux Touffus : Bubbles (Maya Rudolph)

## Œuvre écrite
- Survivre aux naufrages (2011, Éditions La Semaine)[7](autobiographie de l'artiste)
- L’arc-en-ciel décoloré (2015, Éditions EDITIO) Collection BAMBOU (livre jeunesse)
- Histoire d’amour entre ciel et mer (2015, Éditions EDITIO) Collection BAMBOU) (livre jeunesse)

## Théâtre
- 2004: Le Petit Prince (La rose)

## Prix
- 2004: Prix du patrimoine d’expression (Québec)
- 2016: Lauréate du prix Charles-Biddle[8]

### Sources
- Lynda Thalie en Algérie : Une étoile est née